# 행위 규범
행위 규범(行爲規範)은 어떤 행위를 하는 것(작위(作爲))과 또는 어떤 행위를 하지 않는 것(부작위(不作爲))을 사람들에게 직접으로 의무화하는 규범이다. 사회생활의 규칙으로서의 사회 규범은 대개 이 종류의 행위 규범이다. 그 중에서도 도덕규범은 모두 행위 규범으로서 “…하라.” 또는 “…하지 말라.”라고 직접적으로 인간의 행위를 의무화하고 있다. 이에 대하여 법률 규범에서는 물론 직접적으로 인간의 행위를 의무화하는 행위 규범이 있지만, 근대 법전의 대부분은 직접으로 작위·부작위를 명하는 경우는 드물고, 예를 들면 “사람을 죽인 자는 사형 또는 무기 혹은 5년 이상의 징역에 처한다(형 250조).”라고 규정하고 있는 재판 규범에 불과하다. 그러나 이러한 종류의 재판 규범은 당연히 일정한 행위 규범(위의 예에서는 ‘사람을 죽이지 말라’)을 전제로 하여 행위 규범을 법적 강제에 의하여 유지하려고 하는 것이다. 또한 작위·부작위를 명하고 있는 법률이라 하더라도 그에 대한 다툼은 재판에 의하여 판정된다.

## 같이 보기
- 재판 규범
- 조직 규범